# Гавриленко Андрій Геннадійович
Андрі́й Генна́дійович Гавриле́нко (нар. 17 серпня 2000, Запоріжжя, Україна) — український футболіст, опорний півзахисник словацького «Погроньє».

## Життєпис
Народився в Запоріжжі. У ДЮФЛУ з 2013 по 2019 рік грав за запорізький «Металург» та МФК «Металург». У сезоні 2017/18 років грав за МФК «Металург» в аматорському чемпіонаті України.
1 жовтня 2019 року підписав контракт з «Енергією». У футболці новокаховського клубу дебютував 5 жовтня 2019 року в програному (0:4) домашньому поєдинку 13-го туру групи Б Другої ліги України проти долинського «Альянсу». Андрій вийшов на поле на 46-й хвилині замість Дмитра Сидоренка. Першим голом за «Енергію» відзначився 29 серпня 2020 року на 30-й хвилині програного (2:3) домашнього поєдинку першого раунду кубку України проти одеського «Чорноморця». Гавриленко вийшов на поле в стартовому складі, а на 46-й хвилині його замінив Валерій Доля. Першом голом у Другій лізі за новокаховський клуб відзначився з пенальті на 90+2-й хвилині переможного (4:0) домашнього поєдинку 23-го туру групи Б Другої ліги України проти черкаського «Дніпра». Андрій вийшов на поле в стартовому складі та відіграв увесь матч. За три сезони, проведені в «Енергії», у Другій лізі зіграв 47 матчів (3 голи) та 2 матчі (1 гол) у кубку України. З початку квітня по кінець липня 2022 року перебував без клубу.
29 липня 2022 року підписав контракт з нижчоліговим словацьким клубом «Спиське Подградє». 10 лютого 2023 року підсилив «Спиську Нову Весь». За нову команду дебютував 29 липня 2023 року в програному (0:1) домашньому поєдинку 1-го туру Другої ліги Словаччини в програному (0:1) домашньому поєдинку 1-го туру проти пряшівського «Татрана». Андрій вийшов на поле в стартовому складі та відіграв увесь матч. Першим голом за «Спиську Нову Весь» відзначився 27 вересня 2023 року на 58-й хвилині переможного (4:1) виїзного поєдинку кубку Словаччини проти бардейовського «Партизану». Єдиним голом за команду в чемпіонаті відзначився на 69-й хвилині програного (1:2) виїзного поєдинку 12-го туру проти «Дольного Кубіна». Гавриленко вийшов на поле в стартовому складі, а на 76-й хвилині його замінив Любош Онтко. У сезоні 2023/24 років зіграв 28 матчів (1 гол) у Другій лізі Словаччині та 2 поєдинки (1 гол) у кубку Словаччини.
5 липня 2024 року став гравцем «Погроньє». Дебютував за нову команду 26 липня 2024 року в переможному (3:2) домашньому поєдинку 1-го туру Другої ліги Словаччини проти резервної команди «Жиліни». Андрій вийшов на поле в стартовому складі та відіграв увесь матч. Першим голом за «Погроньє» відзначився 2 серпня 2024 року на 56-й хвилині переможного (2:1) домашнього поєдинку Другої ліги Словаччини проти «Старої Любовні». Гавриленко вийшов на поле в стартовому складі та відіграв увесь матч. 